# Raspberry Pi OS
Raspbian este un sistem de operare bazat pe versiuni Debian pentru arhitectura ARM (armhf), adaptat pentru utilizare pe dispozitivele Raspberry Pi. Numele Raspbian reprezintă o combinație  dintre Raspberry și Debian. 
Deși este dezvoltat independent de diverși dezvoltatori, Fundația Raspberry Pi își menține propria versiune recomandată de Raspbian care se poate instala utilizând programul de instalare NOOBS. 
Cea mai recentă versiune se bazează pe Debian Stretch, care îmbunătățește performanțele și oferă aplicații mai noi comparativ cu versiunea anterioară Jessie. Este, de asemenea, disponibil o versiune minimă a Raspbian fără desktop - Raspbian Stretch Lite.
Raspbian foloseste mediul desktop PIXEL, (Pi Improved Xwindows Environment, Lightweight) , care este un mediu desktop LXDE modificat și managerul de ferestre Openbox cu o temă nouă și câteva alte modificări. Raspbian oferă peste 35000 de pachete software precompilate și ușor de instalat.

## Aplicații
Următoarele aplicații sunt instalate în sistem ca software standard:
- Suita de birou LibreOffice
- Browserele web Chromium (inclusiv Flash) și Epiphany, un editor de text, calculator etc.
- BlueJ și Greenfoot pentru limbajul de programare Java
- Medii de programare pentru Python
- Scratch, Sonic Pi, Mathematica, Node-RED și emulatorul Sense HAT.